# ジュメイラ・インターナショナル
ジュメイラ・インターナショナル（Jumeirah International）は、アラブ首長国連邦のドバイに本拠を置く高級ホテルチェーン。現在の正式名称はインターナショナルが消え、「ジュメイラ・グループ」(Jumeirah Group)である。

## 概要
1997年にドバイを本拠地に設立された。現在、アラブ首長国連邦のドバイのアミール（首長）であるムハンマド・ビン＝ラーシド・アール＝マクトゥームが経営最高責任者を務めるドバイ・ホールディングスの傘下企業として、1999年に完成し世界一の高層ホテルであったブルジュ・アル・アラブ（ブルジ・アル・アラブ）を筆頭に、アラブ所長国連邦やイギリス、ドイツ、イタリア、スペイン、トルコ、アゼルバイジャン、モルディブ、中国で高級ホテルを所有・運営する。
なお、ホテル以外にもホテル学校やテーマパークなど、多数の娯楽、宿泊施設を世界各国で運営する。

## ホテル
- アラブ首長国連邦
  - ブルジュ・アル・アラブ（ドバイ）
  - ジュメイラ・ビーチ・ホテル（ドバイ）
  - ジュメイラ・クリークサイド・ホテル（ドバイ）
  - ジュメイラ・エミレーツ・タワーズ・ホテル（ドバイ）
  - ジュメイラ・ザビール・サライ（ドバイ）
  - マディナ・ジュメイラ (ドバイ)
- アゼルバイジャン
  - ジュメイラ・ビルガ・ビーチ・ホテル（バクー）
- 中国
  - ジュメイラ・ヒマラヤ・ホテル（上海）
  - ジュメイラ・ホテル（南京）
  - ジュメイラ・ホテル（広州）
- ドイツ
  - ジュメイラ・フランクフルト（フランクフルト）
- スペイン
  - ジュメイラ・ポート・ソレル・ホテル・アンド・スパ（マヨルカ島）
- イギリス
  - ジュメイラ・カールトン・タワー（ロンドン）
  - ジュメイラ・ローンデス・ホテル（ロンドン）
- イタリア
  - ジュメイラ・グランド・ホテル・ヴィア・ヴェネト（ローマ）
- モルディブ
  - ジュメイラ・デヴァナフシ
  - ジュメイラ・ヴィタベリ
- トルコ
  - ペラ・パレス・ホテル・ジュメイラ（イスタンブール）

## レジデンス
- アラブ首長国連邦
  - ジュメイラ・リビング・ワールドトレードセンター・レジデンス（ドバイ）
- イギリス
  - グローヴナー・ハウス・アパートメンツ・バイ・ジュメイラ（ロンドン）